# Casa de Della Rovere
Della Rovere é uma família nobre e histórica da Itália. Com origens modestas na cidade de Savona, Ligúria, a família foi promovida política e socialmente ajudada pelo nepotismo de dois papas da família, Sisto IV (Francesco della Rovere), papa de 1471 a 1484, e seu sobrinho Júlio II (Giuliano della Rovere), papa entre 1503 e 1513), e por ambiciosos casamentos, entretanto concretizados. 

Brasão original da família Della Rovere

O Papa Sisto IV é conhecido por ter mandado construir a Capela Sistina, assim designada em sua memória. Júlio II, sobrinho do anterior, foi mecenas de Michelangelo, Bramante e Rafael Sanzio. A Basílica de San Pietro in Vincoli, em Roma, é a igreja da família della Rovere.
A família chegou ainda a governar o Ducado de Urbino desde 1508 até à extinção daquele estado, em 1631. O Ducado de Sora foi também uma das possessões familiares, mas que acabou por ser vendido, em 1579, à família Boncompagni.

Brasão dos Della Rovere como Duques de Urbino e de Sora.

## Brasão de Armas
O  Brasão original da família Della Rovere era: de azul com um Carvalho de ouro com os ramos passantes, cruzados (ver primeiro brasão à direita).
Na qualidade de herdeiros da família Montefeltro, Duques de Urbino, os Della Rovere combinaram as armas dessa antiga família, que já incluía o símbolo de Gonfaloneiro dos Estados Pontifícios (ao centro), com o seu próprio Carvalho dourado. As armas do Reino de Nápoles (4º quadrante) referem-se à localização do Ducado de Sora, também por si governado (ver segundo brasão).

## Esquema Genealógico
Apresentamos em seguida uma árvore genealógica simplificada com os principais membros da família, que inclui, entre outros, dois Papas, Duques de Urbino e alguns Duques de Sora.
|  |  |                                            |                                            |                                            |                                            |                                                                                  |                                                                                  |                                                                                  |                                                                                  |                                                                                  |                                                                                  | Leonardo della Rovere + ca. 1430          |                                           |                                           |                                           |                                           |                                           |                                      |                                      |                                                                                            |                                                                                            |                                                                                            |                                                                                            |                                                                                            |                                                                                            |                             |                             |                                                                             |                                                                             |                                                                             |                                                                             |                                                                                                  |                                                                                                  |                                                                                                  |                                                                                                  |                                                                                                  |                                                                                                  |                                                                          |                                                                          |                                                                          |                                                                          |                                        |                                        |                                                                            |                                                                            |                                                                            |                                                                            |                                                                            |                                                                            |  |  |  |  |  |  |  |  |  |  |  |  |  |  |  |  |  |  |  |  |  |  |  |  |
|  |  |                                            |                                            |                                            |                                            |                                                                                  |                                                                                  |                                                                                  |                                                                                  |                                                                                  |                                                                                  |                                           |                                           |                                           |                                           |                                           |                                           |                                      |                                      |                                                                                            |                                                                                            |                                                                                            |                                                                                            |                                                                                            |                                                                                            |                             |                             |                                                                             |                                                                             |                                                                             |                                                                             |                                                                                                  |                                                                                                  |                                                                                                  |                                                                                                  |                                                                                                  |                                                                                                  |                                                                          |                                                                          |                                                                          |                                                                          |                                        |                                        |                                                                            |                                                                            |                                                                            |                                                                            |                                                                            |                                                                            |  |  |  |  |  |  |  |  |  |  |  |  |  |  |  |  |  |  |  |  |  |  |  |  |
|  |  |                                            |                                            |                                            |                                            |                                                                                  |                                                                                  |                                                                                  |                                                                                  |                                                                                  |                                                                                  |                                           |                                           |                                           |                                           |                                           |                                           |                                      |                                      |                                                                                            |                                                                                            |                                                                                            |                                                                                            |                                                                                            |                                                                                            |                             |                             |                                                                             |                                                                             |                                                                             |                                                                             |                                                                                                  |                                                                                                  |                                                                                                  |                                                                                                  |                                                                                                  |                                                                                                  |                                                                          |                                                                          |                                                                          |                                                                          |                                        |                                        |                                                                            |                                                                            |                                                                            |                                                                            |                                                                            |                                                                            |  |  |  |  |  |  |  |  |  |  |  |  |  |  |  |  |  |  |  |  |  |  |  |  |
|  |  | Sixto IV (Francesco) [1414-1484] Papa 1471 | Sixto IV (Francesco) [1414-1484] Papa 1471 | Sixto IV (Francesco) [1414-1484] Papa 1471 | Sixto IV (Francesco) [1414-1484] Papa 1471 | Sixto IV (Francesco) [1414-1484] Papa 1471                                       | Sixto IV (Francesco) [1414-1484] Papa 1471                                       |                                                                                  |                                                                                  |                                                                                  |                                                                                  |                                           |                                           |                                           |                                           |                                           |                                           |                                      |                                      | Rafael (Rafaelle) [1423-1477] Senador de Roma                                              | Rafael (Rafaelle) [1423-1477] Senador de Roma                                              | Rafael (Rafaelle) [1423-1477] Senador de Roma                                              | Rafael (Rafaelle) [1423-1477] Senador de Roma                                              | Rafael (Rafaelle) [1423-1477] Senador de Roma                                              | Rafael (Rafaelle) [1423-1477] Senador de Roma                                              |                             |                             |                                                                             |                                                                             |                                                                             |                                                                             |                                                                                                  |                                                                                                  |                                                                                                  |                                                                                                  |                                                                                                  |                                                                                                  |                                                                          |                                                                          |                                                                          |                                                                          |                                        |                                        |                                                                            |                                                                            |                                                                            |                                                                            |                                                                            |                                                                            |  |  |  |  |  |  |  |  |  |  |  |  |  |  |  |  |  |  |  |  |  |  |  |  |
|  |  | Sixto IV (Francesco) [1414-1484] Papa 1471 | Sixto IV (Francesco) [1414-1484] Papa 1471 | Sixto IV (Francesco) [1414-1484] Papa 1471 | Sixto IV (Francesco) [1414-1484] Papa 1471 | Sixto IV (Francesco) [1414-1484] Papa 1471                                       | Sixto IV (Francesco) [1414-1484] Papa 1471                                       |                                                                                  |                                                                                  |                                                                                  |                                                                                  |                                           |                                           |                                           |                                           |                                           |                                           |                                      |                                      | Rafael (Rafaelle) [1423-1477] Senador de Roma                                              | Rafael (Rafaelle) [1423-1477] Senador de Roma                                              | Rafael (Rafaelle) [1423-1477] Senador de Roma                                              | Rafael (Rafaelle) [1423-1477] Senador de Roma                                              | Rafael (Rafaelle) [1423-1477] Senador de Roma                                              | Rafael (Rafaelle) [1423-1477] Senador de Roma                                              |                             |                             |                                                                             |                                                                             |                                                                             |                                                                             |                                                                                                  |                                                                                                  |                                                                                                  |                                                                                                  |                                                                                                  |                                                                                                  |                                                                          |                                                                          |                                                                          |                                                                          |                                        |                                        |                                                                            |                                                                            |                                                                            |                                                                            |                                                                            |                                                                            |  |  |  |  |  |  |  |  |  |  |  |  |  |  |  |  |  |  |  |  |  |  |  |  |
|  |  |                                            |                                            |                                            |                                            |                                                                                  |                                                                                  |                                                                                  |                                                                                  |                                                                                  |                                                                                  |                                           |                                           |                                           |                                           |                                           |                                           |                                      |                                      |                                                                                            |                                                                                            |                                                                                            |                                                                                            |                                                                                            |                                                                                            |                             |                             |                                                                             |                                                                             |                                                                             |                                                                             |                                                                                                  |                                                                                                  |                                                                                                  |                                                                                                  |                                                                                                  |                                                                                                  |                                                                          |                                                                          |                                                                          |                                                                          |                                        |                                        |                                                                            |                                                                            |                                                                            |                                                                            |                                                                            |                                                                            |  |  |  |  |  |  |  |  |  |  |  |  |  |  |  |  |  |  |  |  |  |  |  |  |
|  |  |                                            |                                            |                                            |                                            |                                                                                  |                                                                                  |                                                                                  |                                                                                  |                                                                                  |                                                                                  | Júlio II (Giuliano) [1443-1513] Papa 1503 | Júlio II (Giuliano) [1443-1513] Papa 1503 | Júlio II (Giuliano) [1443-1513] Papa 1503 | Júlio II (Giuliano) [1443-1513] Papa 1503 | Júlio II (Giuliano) [1443-1513] Papa 1503 | Júlio II (Giuliano) [1443-1513] Papa 1503 |                                      |                                      | Leonardo [1445-1475] Prefeito de Roma Duque de Sora                                        | Leonardo [1445-1475] Prefeito de Roma Duque de Sora                                        | Leonardo [1445-1475] Prefeito de Roma Duque de Sora                                        | Leonardo [1445-1475] Prefeito de Roma Duque de Sora                                        | Leonardo [1445-1475] Prefeito de Roma Duque de Sora                                        | Leonardo [1445-1475] Prefeito de Roma Duque de Sora                                        |                             |                             | João (Giovanni) [1457-1501] Prefeito de Roma Duque de Sora Sr. de Senigália | João (Giovanni) [1457-1501] Prefeito de Roma Duque de Sora Sr. de Senigália | João (Giovanni) [1457-1501] Prefeito de Roma Duque de Sora Sr. de Senigália | João (Giovanni) [1457-1501] Prefeito de Roma Duque de Sora Sr. de Senigália | João (Giovanni) [1457-1501] Prefeito de Roma Duque de Sora Sr. de Senigália                      | João (Giovanni) [1457-1501] Prefeito de Roma Duque de Sora Sr. de Senigália                      |                                                                                                  |                                                                                                  | Joana (Giovanna) de Montefeltro [1463-1514] herdeira do Ducado de Urbino                         | Joana (Giovanna) de Montefeltro [1463-1514] herdeira do Ducado de Urbino                         | Joana (Giovanna) de Montefeltro [1463-1514] herdeira do Ducado de Urbino | Joana (Giovanna) de Montefeltro [1463-1514] herdeira do Ducado de Urbino | Joana (Giovanna) de Montefeltro [1463-1514] herdeira do Ducado de Urbino | Joana (Giovanna) de Montefeltro [1463-1514] herdeira do Ducado de Urbino |                                        |                                        |                                                                            |                                                                            |                                                                            |                                                                            |                                                                            |                                                                            |  |  |  |  |  |  |  |  |  |  |  |  |  |  |  |  |  |  |  |  |  |  |  |  |
|  |  |                                            |                                            |                                            |                                            |                                                                                  |                                                                                  |                                                                                  |                                                                                  |                                                                                  |                                                                                  | Júlio II (Giuliano) [1443-1513] Papa 1503 | Júlio II (Giuliano) [1443-1513] Papa 1503 | Júlio II (Giuliano) [1443-1513] Papa 1503 | Júlio II (Giuliano) [1443-1513] Papa 1503 | Júlio II (Giuliano) [1443-1513] Papa 1503 | Júlio II (Giuliano) [1443-1513] Papa 1503 |                                      |                                      | Leonardo [1445-1475] Prefeito de Roma Duque de Sora                                        | Leonardo [1445-1475] Prefeito de Roma Duque de Sora                                        | Leonardo [1445-1475] Prefeito de Roma Duque de Sora                                        | Leonardo [1445-1475] Prefeito de Roma Duque de Sora                                        | Leonardo [1445-1475] Prefeito de Roma Duque de Sora                                        | Leonardo [1445-1475] Prefeito de Roma Duque de Sora                                        |                             |                             | João (Giovanni) [1457-1501] Prefeito de Roma Duque de Sora Sr. de Senigália | João (Giovanni) [1457-1501] Prefeito de Roma Duque de Sora Sr. de Senigália | João (Giovanni) [1457-1501] Prefeito de Roma Duque de Sora Sr. de Senigália | João (Giovanni) [1457-1501] Prefeito de Roma Duque de Sora Sr. de Senigália | João (Giovanni) [1457-1501] Prefeito de Roma Duque de Sora Sr. de Senigália                      | João (Giovanni) [1457-1501] Prefeito de Roma Duque de Sora Sr. de Senigália                      |                                                                                                  |                                                                                                  | Joana (Giovanna) de Montefeltro [1463-1514] herdeira do Ducado de Urbino                         | Joana (Giovanna) de Montefeltro [1463-1514] herdeira do Ducado de Urbino                         | Joana (Giovanna) de Montefeltro [1463-1514] herdeira do Ducado de Urbino | Joana (Giovanna) de Montefeltro [1463-1514] herdeira do Ducado de Urbino | Joana (Giovanna) de Montefeltro [1463-1514] herdeira do Ducado de Urbino | Joana (Giovanna) de Montefeltro [1463-1514] herdeira do Ducado de Urbino |                                        |                                        |                                                                            |                                                                            |                                                                            |                                                                            |                                                                            |                                                                            |  |  |  |  |  |  |  |  |  |  |  |  |  |  |  |  |  |  |  |  |  |  |  |  |
|  |  |                                            |                                            |                                            |                                            |                                                                                  |                                                                                  |                                                                                  |                                                                                  |                                                                                  |                                                                                  |                                           |                                           |                                           |                                           |                                           |                                           |                                      |                                      |                                                                                            |                                                                                            |                                                                                            |                                                                                            |                                                                                            |                                                                                            |                             |                             |                                                                             |                                                                             |                                                                             |                                                                             |                                                                                                  |                                                                                                  |                                                                                                  |                                                                                                  |                                                                                                  |                                                                                                  |                                                                          |                                                                          |                                                                          |                                                                          |                                        |                                        |                                                                            |                                                                            |                                                                            |                                                                            |                                                                            |                                                                            |  |  |  |  |  |  |  |  |  |  |  |  |  |  |  |  |  |  |  |  |  |  |  |  |
|  |  |                                            |                                            |                                            |                                            |                                                                                  |                                                                                  |                                                                                  |                                                                                  |                                                                                  |                                                                                  | Felícia (Felice) [1483-1536]              | Felícia (Felice) [1483-1536]              | Felícia (Felice) [1483-1536]              | Felícia (Felice) [1483-1536]              | Felícia (Felice) [1483-1536]              | Felícia (Felice) [1483-1536]              |                                      |                                      |                                                                                            |                                                                                            |                                                                                            |                                                                                            |                                                                                            |                                                                                            |                             |                             |                                                                             |                                                                             |                                                                             |                                                                             | Francisco Maria I [1490-1538] Duque de Sora 1501-16 e 1528-38 Duque de Urbino 1508-16 e 1519-38  | Francisco Maria I [1490-1538] Duque de Sora 1501-16 e 1528-38 Duque de Urbino 1508-16 e 1519-38  | Francisco Maria I [1490-1538] Duque de Sora 1501-16 e 1528-38 Duque de Urbino 1508-16 e 1519-38  | Francisco Maria I [1490-1538] Duque de Sora 1501-16 e 1528-38 Duque de Urbino 1508-16 e 1519-38  | Francisco Maria I [1490-1538] Duque de Sora 1501-16 e 1528-38 Duque de Urbino 1508-16 e 1519-38  | Francisco Maria I [1490-1538] Duque de Sora 1501-16 e 1528-38 Duque de Urbino 1508-16 e 1519-38  |                                                                          |                                                                          |                                                                          |                                                                          |                                        |                                        |                                                                            |                                                                            |                                                                            |                                                                            |                                                                            |                                                                            |  |  |  |  |  |  |  |  |  |  |  |  |  |  |  |  |  |  |  |  |  |  |  |  |
|  |  |                                            |                                            |                                            |                                            |                                                                                  |                                                                                  |                                                                                  |                                                                                  |                                                                                  |                                                                                  | Felícia (Felice) [1483-1536]              | Felícia (Felice) [1483-1536]              | Felícia (Felice) [1483-1536]              | Felícia (Felice) [1483-1536]              | Felícia (Felice) [1483-1536]              | Felícia (Felice) [1483-1536]              |                                      |                                      |                                                                                            |                                                                                            |                                                                                            |                                                                                            |                                                                                            |                                                                                            |                             |                             |                                                                             |                                                                             |                                                                             |                                                                             | Francisco Maria I [1490-1538] Duque de Sora 1501-16 e 1528-38 Duque de Urbino 1508-16 e 1519-38  | Francisco Maria I [1490-1538] Duque de Sora 1501-16 e 1528-38 Duque de Urbino 1508-16 e 1519-38  | Francisco Maria I [1490-1538] Duque de Sora 1501-16 e 1528-38 Duque de Urbino 1508-16 e 1519-38  | Francisco Maria I [1490-1538] Duque de Sora 1501-16 e 1528-38 Duque de Urbino 1508-16 e 1519-38  | Francisco Maria I [1490-1538] Duque de Sora 1501-16 e 1528-38 Duque de Urbino 1508-16 e 1519-38  | Francisco Maria I [1490-1538] Duque de Sora 1501-16 e 1528-38 Duque de Urbino 1508-16 e 1519-38  |                                                                          |                                                                          |                                                                          |                                                                          |                                        |                                        |                                                                            |                                                                            |                                                                            |                                                                            |                                                                            |                                                                            |  |  |  |  |  |  |  |  |  |  |  |  |  |  |  |  |  |  |  |  |  |  |  |  |
|  |  |                                            |                                            |                                            |                                            |                                                                                  |                                                                                  |                                                                                  |                                                                                  |                                                                                  |                                                                                  |                                           |                                           |                                           |                                           |                                           |                                           |                                      |                                      |                                                                                            |                                                                                            |                                                                                            |                                                                                            |                                                                                            |                                                                                            |                             |                             |                                                                             |                                                                             |                                                                             |                                                                             |                                                                                                  |                                                                                                  |                                                                                                  |                                                                                                  |                                                                                                  |                                                                                                  |                                                                          |                                                                          |                                                                          |                                                                          |                                        |                                        |                                                                            |                                                                            |                                                                            |                                                                            |                                                                            |                                                                            |  |  |  |  |  |  |  |  |  |  |  |  |  |  |  |  |  |  |  |  |  |  |  |  |
|  |  |                                            |                                            |                                            |                                            | Júlia (Giulia) [1531-1563] casou em 1549 c. Afonso d'Este, marquês de Montecchio | Júlia (Giulia) [1531-1563] casou em 1549 c. Afonso d'Este, marquês de Montecchio | Júlia (Giulia) [1531-1563] casou em 1549 c. Afonso d'Este, marquês de Montecchio | Júlia (Giulia) [1531-1563] casou em 1549 c. Afonso d'Este, marquês de Montecchio | Júlia (Giulia) [1531-1563] casou em 1549 c. Afonso d'Este, marquês de Montecchio | Júlia (Giulia) [1531-1563] casou em 1549 c. Afonso d'Este, marquês de Montecchio |                                           |                                           |                                           |                                           |                                           |                                           |                                      |                                      | Guidobaldo II [1514-1574] Duque de Urbino 1539-1574                                        | Guidobaldo II [1514-1574] Duque de Urbino 1539-1574                                        | Guidobaldo II [1514-1574] Duque de Urbino 1539-1574                                        | Guidobaldo II [1514-1574] Duque de Urbino 1539-1574                                        | Guidobaldo II [1514-1574] Duque de Urbino 1539-1574                                        | Guidobaldo II [1514-1574] Duque de Urbino 1539-1574                                        |                             |                             |                                                                             |                                                                             |                                                                             |                                                                             | Júlio (Giulio) [1533-1598] D. de Sora 1538-78 Cardeal 1547, Arcebispo de Ravena e de Urbino 1578 | Júlio (Giulio) [1533-1598] D. de Sora 1538-78 Cardeal 1547, Arcebispo de Ravena e de Urbino 1578 | Júlio (Giulio) [1533-1598] D. de Sora 1538-78 Cardeal 1547, Arcebispo de Ravena e de Urbino 1578 | Júlio (Giulio) [1533-1598] D. de Sora 1538-78 Cardeal 1547, Arcebispo de Ravena e de Urbino 1578 | Júlio (Giulio) [1533-1598] D. de Sora 1538-78 Cardeal 1547, Arcebispo de Ravena e de Urbino 1578 | Júlio (Giulio) [1533-1598] D. de Sora 1538-78 Cardeal 1547, Arcebispo de Ravena e de Urbino 1578 |                                                                          |                                                                          |                                                                          |                                                                          |                                        |                                        | Isabel (Elisabetta) [1529-1561] casou em 1552 c. Alberico I Cybo-Malaspina | Isabel (Elisabetta) [1529-1561] casou em 1552 c. Alberico I Cybo-Malaspina | Isabel (Elisabetta) [1529-1561] casou em 1552 c. Alberico I Cybo-Malaspina | Isabel (Elisabetta) [1529-1561] casou em 1552 c. Alberico I Cybo-Malaspina | Isabel (Elisabetta) [1529-1561] casou em 1552 c. Alberico I Cybo-Malaspina | Isabel (Elisabetta) [1529-1561] casou em 1552 c. Alberico I Cybo-Malaspina |  |  |  |  |  |  |  |  |  |  |  |  |  |  |  |  |  |  |  |  |  |  |  |  |
|  |  |                                            |                                            |                                            |                                            | Júlia (Giulia) [1531-1563] casou em 1549 c. Afonso d'Este, marquês de Montecchio | Júlia (Giulia) [1531-1563] casou em 1549 c. Afonso d'Este, marquês de Montecchio | Júlia (Giulia) [1531-1563] casou em 1549 c. Afonso d'Este, marquês de Montecchio | Júlia (Giulia) [1531-1563] casou em 1549 c. Afonso d'Este, marquês de Montecchio | Júlia (Giulia) [1531-1563] casou em 1549 c. Afonso d'Este, marquês de Montecchio | Júlia (Giulia) [1531-1563] casou em 1549 c. Afonso d'Este, marquês de Montecchio |                                           |                                           |                                           |                                           |                                           |                                           |                                      |                                      | Guidobaldo II [1514-1574] Duque de Urbino 1539-1574                                        | Guidobaldo II [1514-1574] Duque de Urbino 1539-1574                                        | Guidobaldo II [1514-1574] Duque de Urbino 1539-1574                                        | Guidobaldo II [1514-1574] Duque de Urbino 1539-1574                                        | Guidobaldo II [1514-1574] Duque de Urbino 1539-1574                                        | Guidobaldo II [1514-1574] Duque de Urbino 1539-1574                                        |                             |                             |                                                                             |                                                                             |                                                                             |                                                                             | Júlio (Giulio) [1533-1598] D. de Sora 1538-78 Cardeal 1547, Arcebispo de Ravena e de Urbino 1578 | Júlio (Giulio) [1533-1598] D. de Sora 1538-78 Cardeal 1547, Arcebispo de Ravena e de Urbino 1578 | Júlio (Giulio) [1533-1598] D. de Sora 1538-78 Cardeal 1547, Arcebispo de Ravena e de Urbino 1578 | Júlio (Giulio) [1533-1598] D. de Sora 1538-78 Cardeal 1547, Arcebispo de Ravena e de Urbino 1578 | Júlio (Giulio) [1533-1598] D. de Sora 1538-78 Cardeal 1547, Arcebispo de Ravena e de Urbino 1578 | Júlio (Giulio) [1533-1598] D. de Sora 1538-78 Cardeal 1547, Arcebispo de Ravena e de Urbino 1578 |                                                                          |                                                                          |                                                                          |                                                                          |                                        |                                        | Isabel (Elisabetta) [1529-1561] casou em 1552 c. Alberico I Cybo-Malaspina | Isabel (Elisabetta) [1529-1561] casou em 1552 c. Alberico I Cybo-Malaspina | Isabel (Elisabetta) [1529-1561] casou em 1552 c. Alberico I Cybo-Malaspina | Isabel (Elisabetta) [1529-1561] casou em 1552 c. Alberico I Cybo-Malaspina | Isabel (Elisabetta) [1529-1561] casou em 1552 c. Alberico I Cybo-Malaspina | Isabel (Elisabetta) [1529-1561] casou em 1552 c. Alberico I Cybo-Malaspina |  |  |  |  |  |  |  |  |  |  |  |  |  |  |  |  |  |  |  |  |  |  |  |  |
|  |  |                                            |                                            |                                            |                                            | Duques Soberanos de Módena e Reggio (extintos em 1829)                           | Duques Soberanos de Módena e Reggio (extintos em 1829)                           | Duques Soberanos de Módena e Reggio (extintos em 1829)                           | Duques Soberanos de Módena e Reggio (extintos em 1829)                           | Duques Soberanos de Módena e Reggio (extintos em 1829)                           | Duques Soberanos de Módena e Reggio (extintos em 1829)                           |                                           |                                           |                                           |                                           |                                           |                                           |                                      |                                      |                                                                                            |                                                                                            |                                                                                            |                                                                                            |                                                                                            |                                                                                            |                             |                             |                                                                             |                                                                             |                                                                             |                                                                             | Hipólito (Ippolito) [1554-1620] Marquês de Santa Maria in Campo                                  | Hipólito (Ippolito) [1554-1620] Marquês de Santa Maria in Campo                                  | Hipólito (Ippolito) [1554-1620] Marquês de Santa Maria in Campo                                  | Hipólito (Ippolito) [1554-1620] Marquês de Santa Maria in Campo                                  | Hipólito (Ippolito) [1554-1620] Marquês de Santa Maria in Campo                                  | Hipólito (Ippolito) [1554-1620] Marquês de Santa Maria in Campo                                  |                                                                          |                                                                          |                                                                          |                                                                          |                                        |                                        | Duques Soberanos de Massa e Carrara (extintos em 1790)                     | Duques Soberanos de Massa e Carrara (extintos em 1790)                     | Duques Soberanos de Massa e Carrara (extintos em 1790)                     | Duques Soberanos de Massa e Carrara (extintos em 1790)                     | Duques Soberanos de Massa e Carrara (extintos em 1790)                     | Duques Soberanos de Massa e Carrara (extintos em 1790)                     |  |  |  |  |  |  |  |  |  |  |  |  |  |  |  |  |  |  |  |  |  |  |  |  |
|  |  |                                            |                                            |                                            |                                            | Duques Soberanos de Módena e Reggio (extintos em 1829)                           | Duques Soberanos de Módena e Reggio (extintos em 1829)                           | Duques Soberanos de Módena e Reggio (extintos em 1829)                           | Duques Soberanos de Módena e Reggio (extintos em 1829)                           | Duques Soberanos de Módena e Reggio (extintos em 1829)                           | Duques Soberanos de Módena e Reggio (extintos em 1829)                           |                                           |                                           |                                           |                                           |                                           |                                           |                                      |                                      |                                                                                            |                                                                                            |                                                                                            |                                                                                            |                                                                                            |                                                                                            |                             |                             |                                                                             |                                                                             |                                                                             |                                                                             | Hipólito (Ippolito) [1554-1620] Marquês de Santa Maria in Campo                                  | Hipólito (Ippolito) [1554-1620] Marquês de Santa Maria in Campo                                  | Hipólito (Ippolito) [1554-1620] Marquês de Santa Maria in Campo                                  | Hipólito (Ippolito) [1554-1620] Marquês de Santa Maria in Campo                                  | Hipólito (Ippolito) [1554-1620] Marquês de Santa Maria in Campo                                  | Hipólito (Ippolito) [1554-1620] Marquês de Santa Maria in Campo                                  |                                                                          |                                                                          |                                                                          |                                                                          |                                        |                                        | Duques Soberanos de Massa e Carrara (extintos em 1790)                     | Duques Soberanos de Massa e Carrara (extintos em 1790)                     | Duques Soberanos de Massa e Carrara (extintos em 1790)                     | Duques Soberanos de Massa e Carrara (extintos em 1790)                     | Duques Soberanos de Massa e Carrara (extintos em 1790)                     | Duques Soberanos de Massa e Carrara (extintos em 1790)                     |  |  |  |  |  |  |  |  |  |  |  |  |  |  |  |  |  |  |  |  |  |  |  |  |
|  |  |                                            |                                            |                                            |                                            |                                                                                  |                                                                                  |                                                                                  |                                                                                  |                                                                                  |                                                                                  |                                           |                                           |                                           |                                           |                                           |                                           |                                      |                                      |                                                                                            |                                                                                            |                                                                                            |                                                                                            |                                                                                            |                                                                                            |                             |                             |                                                                             |                                                                             |                                                                             |                                                                             |                                                                                                  |                                                                                                  |                                                                                                  |                                                                                                  |                                                                                                  |                                                                                                  |                                                                          |                                                                          |                                                                          |                                                                          |                                        |                                        |                                                                            |                                                                            |                                                                            |                                                                            |                                                                            |                                                                            |  |  |  |  |  |  |  |  |  |  |  |  |  |  |  |  |  |  |  |  |  |  |  |  |
|  |  |                                            |                                            |                                            |                                            |                                                                                  |                                                                                  |                                                                                  |                                                                                  |                                                                                  |                                                                                  |                                           |                                           |                                           |                                           |                                           |                                           |                                      |                                      | Francisco Maria II [1549-1631] Duque de Urbino 1574-1621 e 1623-31 Duque de Sora 1578-1579 | Francisco Maria II [1549-1631] Duque de Urbino 1574-1621 e 1623-31 Duque de Sora 1578-1579 | Francisco Maria II [1549-1631] Duque de Urbino 1574-1621 e 1623-31 Duque de Sora 1578-1579 | Francisco Maria II [1549-1631] Duque de Urbino 1574-1621 e 1623-31 Duque de Sora 1578-1579 | Francisco Maria II [1549-1631] Duque de Urbino 1574-1621 e 1623-31 Duque de Sora 1578-1579 | Francisco Maria II [1549-1631] Duque de Urbino 1574-1621 e 1623-31 Duque de Sora 1578-1579 |                             |                             | Lívia [1585-1641]                                                           | Lívia [1585-1641]                                                           | Lívia [1585-1641]                                                           | Lívia [1585-1641]                                                           | Lívia [1585-1641]                                                                                | Lívia [1585-1641]                                                                                |                                                                                                  |                                                                                                  | Lucrécia [1584-1652]                                                                             | Lucrécia [1584-1652]                                                                             | Lucrécia [1584-1652]                                                     | Lucrécia [1584-1652]                                                     | Lucrécia [1584-1652]                                                     | Lucrécia [1584-1652]                                                     |                                        |                                        | Marcantonio Lante [1566-1614] Duque de Bomarzo                             | Marcantonio Lante [1566-1614] Duque de Bomarzo                             | Marcantonio Lante [1566-1614] Duque de Bomarzo                             | Marcantonio Lante [1566-1614] Duque de Bomarzo                             | Marcantonio Lante [1566-1614] Duque de Bomarzo                             | Marcantonio Lante [1566-1614] Duque de Bomarzo                             |  |  |  |  |  |  |  |  |  |  |  |  |  |  |  |  |  |  |  |  |  |  |  |  |
|  |  |                                            |                                            |                                            |                                            |                                                                                  |                                                                                  |                                                                                  |                                                                                  |                                                                                  |                                                                                  |                                           |                                           |                                           |                                           |                                           |                                           |                                      |                                      | Francisco Maria II [1549-1631] Duque de Urbino 1574-1621 e 1623-31 Duque de Sora 1578-1579 | Francisco Maria II [1549-1631] Duque de Urbino 1574-1621 e 1623-31 Duque de Sora 1578-1579 | Francisco Maria II [1549-1631] Duque de Urbino 1574-1621 e 1623-31 Duque de Sora 1578-1579 | Francisco Maria II [1549-1631] Duque de Urbino 1574-1621 e 1623-31 Duque de Sora 1578-1579 | Francisco Maria II [1549-1631] Duque de Urbino 1574-1621 e 1623-31 Duque de Sora 1578-1579 | Francisco Maria II [1549-1631] Duque de Urbino 1574-1621 e 1623-31 Duque de Sora 1578-1579 |                             |                             | Lívia [1585-1641]                                                           | Lívia [1585-1641]                                                           | Lívia [1585-1641]                                                           | Lívia [1585-1641]                                                           | Lívia [1585-1641]                                                                                | Lívia [1585-1641]                                                                                |                                                                                                  |                                                                                                  | Lucrécia [1584-1652]                                                                             | Lucrécia [1584-1652]                                                                             | Lucrécia [1584-1652]                                                     | Lucrécia [1584-1652]                                                     | Lucrécia [1584-1652]                                                     | Lucrécia [1584-1652]                                                     |                                        |                                        | Marcantonio Lante [1566-1614] Duque de Bomarzo                             | Marcantonio Lante [1566-1614] Duque de Bomarzo                             | Marcantonio Lante [1566-1614] Duque de Bomarzo                             | Marcantonio Lante [1566-1614] Duque de Bomarzo                             | Marcantonio Lante [1566-1614] Duque de Bomarzo                             | Marcantonio Lante [1566-1614] Duque de Bomarzo                             |  |  |  |  |  |  |  |  |  |  |  |  |  |  |  |  |  |  |  |  |  |  |  |  |
|  |  |                                            |                                            |                                            |                                            |                                                                                  |                                                                                  |                                                                                  |                                                                                  |                                                                                  |                                                                                  |                                           |                                           |                                           |                                           |                                           |                                           |                                      |                                      |                                                                                            |                                                                                            |                                                                                            |                                                                                            |                                                                                            |                                                                                            |                             |                             |                                                                             |                                                                             |                                                                             |                                                                             |                                                                                                  |                                                                                                  |                                                                                                  |                                                                                                  |                                                                                                  |                                                                                                  |                                                                          |                                                                          |                                                                          |                                                                          |                                        |                                        |                                                                            |                                                                            |                                                                            |                                                                            |                                                                            |                                                                            |  |  |  |  |  |  |  |  |  |  |  |  |  |  |  |  |  |  |  |  |  |  |  |  |
|  |  |                                            |                                            |                                            |                                            |                                                                                  |                                                                                  |                                                                                  |                                                                                  |                                                                                  |                                                                                  |                                           |                                           |                                           |                                           |                                           |                                           |                                      |                                      |                                                                                            |                                                                                            |                                                                                            |                                                                                            | Frederico Ubaldo [1605-1623] Duque de Urbino 1621-1623                                     |                                                                                            |                             |                             |                                                                             |                                                                             |                                                                             |                                                                             |                                                                                                  |                                                                                                  |                                                                                                  |                                                                                                  |                                                                                                  |                                                                                                  |                                                                          |                                                                          |                                                                          |                                                                          |                                        |                                        |                                                                            |                                                                            |                                                                            |                                                                            |                                                                            |                                                                            |  |  |  |  |  |  |  |  |  |  |  |  |  |  |  |  |  |  |  |  |  |  |  |  |
|  |  |                                            |                                            |                                            |                                            |                                                                                  |                                                                                  |                                                                                  |                                                                                  |                                                                                  |                                                                                  |                                           |                                           |                                           |                                           |                                           |                                           |                                      |                                      |                                                                                            |                                                                                            |                                                                                            |                                                                                            |                                                                                            |                                                                                            |                             |                             |                                                                             |                                                                             |                                                                             |                                                                             |                                                                                                  |                                                                                                  |                                                                                                  |                                                                                                  |                                                                                                  |                                                                                                  |                                                                          |                                                                          |                                                                          |                                                                          |                                        |                                        |                                                                            |                                                                            |                                                                            |                                                                            |                                                                            |                                                                            |  |  |  |  |  |  |  |  |  |  |  |  |  |  |  |  |  |  |  |  |  |  |  |  |
|  |  |                                            |                                            |                                            |                                            |                                                                                  |                                                                                  |                                                                                  |                                                                                  |                                                                                  |                                                                                  |                                           |                                           |                                           |                                           | Fernando II [1610-1670] G.D. Toscana      | Fernando II [1610-1670] G.D. Toscana      | Fernando II [1610-1670] G.D. Toscana | Fernando II [1610-1670] G.D. Toscana | Fernando II [1610-1670] G.D. Toscana                                                       | Fernando II [1610-1670] G.D. Toscana                                                       |                                                                                            |                                                                                            | Vitória Feltria [1622-1694]                                                                | Vitória Feltria [1622-1694]                                                                | Vitória Feltria [1622-1694] | Vitória Feltria [1622-1694] | Vitória Feltria [1622-1694]                                                 | Vitória Feltria [1622-1694]                                                 |                                                                             |                                                                             |                                                                                                  |                                                                                                  |                                                                                                  |                                                                                                  |                                                                                                  |                                                                                                  |                                                                          |                                                                          |                                                                          |                                                                          |                                        |                                        |                                                                            |                                                                            |                                                                            |                                                                            |                                                                            |                                                                            |  |  |  |  |  |  |  |  |  |  |  |  |  |  |  |  |  |  |  |  |  |  |  |  |
|  |  |                                            |                                            |                                            |                                            |                                                                                  |                                                                                  |                                                                                  |                                                                                  |                                                                                  |                                                                                  |                                           |                                           |                                           |                                           | Fernando II [1610-1670] G.D. Toscana      | Fernando II [1610-1670] G.D. Toscana      | Fernando II [1610-1670] G.D. Toscana | Fernando II [1610-1670] G.D. Toscana | Fernando II [1610-1670] G.D. Toscana                                                       | Fernando II [1610-1670] G.D. Toscana                                                       |                                                                                            |                                                                                            | Vitória Feltria [1622-1694]                                                                | Vitória Feltria [1622-1694]                                                                | Vitória Feltria [1622-1694] | Vitória Feltria [1622-1694] | Vitória Feltria [1622-1694]                                                 | Vitória Feltria [1622-1694]                                                 |                                                                             |                                                                             |                                                                                                  |                                                                                                  |                                                                                                  |                                                                                                  |                                                                                                  |                                                                                                  |                                                                          |                                                                          |                                                                          |                                                                          |                                        |                                        |                                                                            |                                                                            |                                                                            |                                                                            |                                                                            |                                                                            |  |  |  |  |  |  |  |  |  |  |  |  |  |  |  |  |  |  |  |  |  |  |  |  |
|  |  |                                            |                                            |                                            |                                            |                                                                                  |                                                                                  |                                                                                  |                                                                                  |                                                                                  |                                                                                  |                                           |                                           |                                           |                                           |                                           |                                           |                                      |                                      |                                                                                            |                                                                                            |                                                                                            |                                                                                            |                                                                                            |                                                                                            |                             |                             |                                                                             |                                                                             |                                                                             |                                                                             |                                                                                                  |                                                                                                  |                                                                                                  |                                                                                                  |                                                                                                  |                                                                                                  |                                                                          |                                                                          |                                                                          |                                                                          |                                        |                                        |                                                                            |                                                                            |                                                                            |                                                                            |                                                                            |                                                                            |  |  |  |  |  |  |  |  |  |  |  |  |  |  |  |  |  |  |  |  |  |  |  |  |
|  |  |                                            |                                            |                                            |                                            |                                                                                  |                                                                                  |                                                                                  |                                                                                  |                                                                                  |                                                                                  |                                           |                                           |                                           |                                           |                                           |                                           |                                      |                                      | Grão-duques da Toscana                                                                     | Grão-duques da Toscana                                                                     | Grão-duques da Toscana                                                                     | Grão-duques da Toscana                                                                     | Grão-duques da Toscana                                                                     | Grão-duques da Toscana                                                                     |                             |                             |                                                                             |                                                                             |                                                                             |                                                                             |                                                                                                  |                                                                                                  |                                                                                                  |                                                                                                  |                                                                                                  |                                                                                                  |                                                                          |                                                                          | família Lante Montefeltro della Rovere                                   | família Lante Montefeltro della Rovere                                   | família Lante Montefeltro della Rovere | família Lante Montefeltro della Rovere | família Lante Montefeltro della Rovere                                     | família Lante Montefeltro della Rovere                                     |                                                                            |                                                                            |                                                                            |                                                                            |  |  |  |  |  |  |  |  |  |  |  |  |  |  |  |  |  |  |  |  |  |  |  |  |

## Ligações Externas
- Genealogia da família Della Rovere (genealogy.euweb.cz)